# Banksia ornata
Espèce
Banksia ornata est une espèce de plantes à fleurs du genre Banksia et de la famille des Proteaceae. C'est un arbuste buissonnant qui peut atteindre 3 m de haut. Il est courant dans l'ouest du Victoria et en Australie-Méridionale, où on le trouve sur la péninsule d'Eyre, l'île Kangourou et à l'est d'Adelaide. Il pousse dans les landes et les mallee, dans des sols sableux bien drainés. Ses fleurs forment des inflorescences cylindriques, jaune-vert à jaune, virant au bronze avec le temps. La floraison a lieu en hiver et au printemps. Les feuilles vertes sont allongées et ont une extrémité serretée. Elles mesurent 20 mm de large pour 100 mm de long. Divers oiseaux nectarivores sont attirés par cette plante, et certaines se nourrissent dans ses fleurs comme le Méliphage barbe-rouge (Anthochaera carunculata), le Méliphage à tête brune (Melithreptus brevirostris), le Méliphage à lunule (Melithreptus lunatus) et le Zostérops à dos gris (Zosterops lateralis).